# La Reverdie
La Reverdie es un grupo italiano de música antigua fundado en 1986 por dos parejas de hermanas: Claudia Caffagni, Livia Caffagni, Elisabetta de Mircovich y Ella de Mircovich. A partir de 1991 y dependiendo del repertorio a interpretar, han contado con la colaboración de otros intérpretes como Doron David Sherwin (cornetto, percusión, cantante), quien participa habitualmente con el grupo.
El nombre del grupo proviene de unos romances líricos (reverdies) que celebraban el retorno de la primavera.
Interpretan preferentemente música medieval, a veces a capela y a veces con acompañamiento instrumental de laúd, flauta, viella y arpa.

## Discografía
- 1990 - Bestiarium.[1] Animals in the Music of the Middle Ages. Nuovo Era 6970. . Posteriormente ha sido reeditado, cambiando el orden de las pistas en: Cantus 9601.

- 1992 - Speculum amoris. Lyrique d'Amour médieval, du Mysticisme à l'érotisme. Arcana A 336.
- 1993 - Guinevere, Yseut, Melusine. The heritage of Celtic womanhood in the Middle Ages. Giulia "Musica Antiqua" GS 201007.
- 1993 - Knights, Maids and Miracles: The Spring of Middle Ages. Arcana 399 (5 CDs).
- 1994 - O Tu Chiara Sciença. Musique de la Pensée Médiévale. Arcana A332.
- 1994 - Laude di Sancta Maria. Veillée de chants de dévotion dans l'Italie des Communes. Arcana 34.
- 1995 - Suso in Italia Bella. Musique dans les cours & cloître de l'italie du Nord. Arcana A 38. Arcana A 320.
- 1997 - Insula Feminarum. Résonances médiévales de la Féminité Celte. Arcana A 311.
- 1999 - Legenda Aurea. Laudes des Saints au Trecento italien. Arcana 304.
- 1998 - La Nuit de Saint Nicholas.La Reverdie e I Cantori Gregoriani. Arcana A 72.
- 1999 - Historia Sancti Eadmundi. De la liturgie dramatique au drame liturgique. Arcana A 43.
- 2001 - La Reverdie en Concierto. Festival Internacional de Santander. RTVE Música 65131.
- 2001 - Nox-Lux. France & Angleterre, 1200-1300. Arcana A 307.
- 2002 - Voyage en Italie. Arcana 317.
- 2003 - Hildegard Von Bingen: Sponsa regis. La Victoire de la Vierge dans l'oeuvre d'Hildegard von Bingen. La Reverdie y Piccoli cantori di San Bernardo. Arcana A 314.
- 2005 - Jacopo da Bologna: Madrigali e Cacce. Arcana A327.
- 2006 - Guillaume Dufay: Missa Sancti Jacobi. Arcana A342.
- 2009 - Carmina Burana. Sacri Sarcasmi. Arcana 353.
- 2013 - I dodici giardini: Cantico di Santa Caterina da Bologna. Adiastema.
- 2014 - Laudarium. Songs of popular devotion from 14th century Italy. Arcana WDR 3.
- 2015 - Venecie mundi splendor. Marvels of medieval Venice. Arcana A387.
- 2019 - L'Occhio del Cor. Francesco Landini: Songs of Invisible Love. Arcana 462.

Álbumes recopilatorios y cajas:
- 2016 - Knights, Maids, and Miracles. The Spring of Middle Ages. Arcana 399.

Álbumes junto con otros grupos:
- 2000 - Resonanzen 2000. Vox populi - Vox Dei. ORF "Edition Alte Musik" CD 252 (3 CD).

## Galería

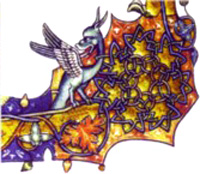
Miniatura del "Salterio de Ormesby" empleada en la portada de "Bestiarium". Biblioteca Bodleiana. Oxford. Ms. Douce 366, fol.147 v (detalle).
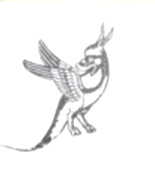
Imagen que aparece en la caja exterior del mismo disco.